# Предплечье
Предпле́чье — часть верхней конечности человека или животного, ограниченная сверху локтевым суставом, а снизу — запястьем. В состав предплечья входят мышцы передней группы (4 слоя) и задней группы (2 слоя).

## Анатомия
Кожа тыльной поверхности более толстая, чем на ладонной поверхности, подвижна, легко берется в складку, имеет волосяной покров. Собственная фасция предплечья со всех сторон покрывает мышцы, кости, сосудистые нервные образования, образуя 3 фасциальных пространства: переднее, наружное и заднее, которые между собой разделены фасциальными перегородками, прикрепляющимися к кости. Костную основу предплечья составляют лучевая и локтевая кости, сочленяющиеся в проксимальном, дистальном лучелоктевых суставах. Эпифиз лучевой и локтевой костей укреплены связями, а диафизы соединены межкостной перепонкой. Такое анатомическое строение предплечья дает возможность производить движения лучевой кости вокруг локтевой кнаружи (супинация) и кнутри (пронация).

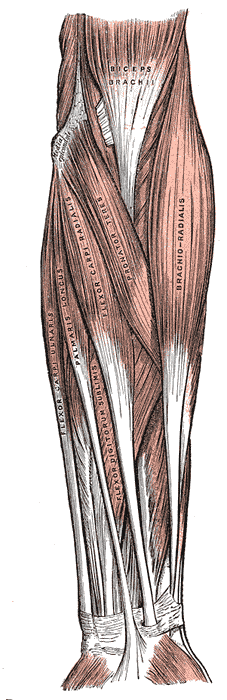
Мышцы передней поверхности предплечья человека

В переднем фасциальном ложе расположена передняя группа мышц, которая образует четыре слоя:
- первый слой — круглый пронатор (мышца, вращающая кисть внутрь), локтевой сгибатель запястья, лучевой сгибатель запястья, длинная ладонная мышца;
- второй слой — поверхностный сгибатель пальцев, сгибающий проксимальные и средние фаланги II—V пальцев и кисть;
- третий слой — глубокий сгибатель пальцев, длинный сгибатель большого пальца кисти, сгибающие ногтевые фаланги пальцев и кисть;
- четвёртый слой — квадратный пронатор, обеспечивающий вращение кисти внутрь.

В наружном фасциальном ложе находится наружная группа мышц: плечелучевая мышца, длинный и короткий лучевые разгибатели запястья.
В заднем фасциальном ложе в два слоя располагается задняя группа мышц:
- первый слой — локтевая мышца, локтевой разгибатель запястья, разгибающий кисть и отводящий её в локтевую сторону, разгибатель мизинца, разгибатель пальцев, разгибающий II—V пальцы и кисть;
- второй слой — супинатор (мышца, вращающая кисть наружу), разгибатель указательного пальца, короткий и длинный разгибатель большого пальца кисти, длинная мышца, отводящая большой палец кисти.

У человека кровоснабжение предплечья обеспечивают лучевая и локтевая артерии, у 4—8 % людей встречается также срединная артерия, обычная у многих других млекопитающих. Венозный отток осуществляется за счет поверхностных и глубоких вен, отток лимфы — по поверхностным; глубоким лимфатическим сосудам в локтевые и подмышечные лимфатические узлы. Переднюю группу мышц иннервируют срединный и частично локтевые нервы, заднюю — лучевой нерв.